# Хестерс, Николь
Нико́ль Хе́стерс (нем. Nicole Heesters; род. 14 февраля 1937, Потсдам, Германия) — немецкая актриса театра и кино.

## Биография

### Начало карьеры
Николь Хестерс — дочь актёра Йоханнеса Хестерса и его первой жены, фламандской актрисы и оперной певицы Луизы Гхийс. Детство Николь Хестерс прошло в Австрии. Её карьера в кино началась в первой половине 1950-х годов. Тогда она, как и многие в её возрасте, довольствовалась небольшими ролями в немецких фильмах. Свою первую серьёзную роль Николь Хестерс сыграла в 1953 году в фильме «Я и моя жена» (нем. Ich und meine Frau), а в 1954 году она сыграла в фильме «Пусть эта песня сопровождает тебя» (нем. Dieses Lied bleibt bei dir), в этом же году состоялся её дебют на сцене. Это состоялось в Венском национальном театре, в известной в Австрии и Германии опере «Гиги» (нем. Gigi), где ей досталась главная роль. После этого Николь Хестерс играла в Драматическом театре в Дюссельдорфе. К несчастью, в 1956 году Николь Хестерс попала в автокатастрофу в Южной Америке и получила серьёзные травмы лица, из-за чего ей пришлось прервать свою карьеру на 19 лет.

### Жизнь после аварии
После аварии актёрская деятельность Николь Хестерс не остановилась и, уйдя из кинематографа, Николь Хестерс поступила в театральное училище, семинарию Макса Рейнхардта в Вене. Театр был точкой опоры, от которой Николь Хестерс двинулась к телевидению. Во время своей театральной деятельности она работала с такими режиссёрами, как Петер Штайн и Андреа Брет. За всю свою работу в театре Николь Хестерс выступала на сценах Дюссельдорфа, Театра Талии в Гамбурге, театра Бохум и многих других.
Николь Хестерс была первой женщиной-комиссаром в немецком телевидении — комиссар Бухмюллер в телесериале «Место преступления» (нем. Tatort). Она появляется на экране и в наши дни.
Николь Хестерс состоит в браке с немецким художником-декоратором Питом Фишером и проживает в Гамбурге. Её дочь Саския Фишер — немецкая актриса, а её сын Йоханнес Фишер — организатор мероприятий.

## Премии и звания
За выдающуюся работу в театре Николь Хестерс была награждена премией Золотой занавес в Берлине и премией Золотая маска в Гамбурге. В 1973 году Николь Хестерс стала членом Гамбургской академии искусств. Сыграв роль в пьесе «Вита и Вирджиния» (нем. Vita und Virginia) в Гамбургском камерном театре Николь Хестерс получила Премию Рольфа Мареса.

## Фильмография
| Год  | Страна                   | Оригинальное название            | Русское название                  | Персонаж          | Режиссёр                | Время               | Жанр                        |
| ---- | ------------------------ | -------------------------------- | --------------------------------- | ----------------- | ----------------------- | ------------------- | --------------------------- |
| 1953 | Германия                 | Ich und meine Frau               | Я и моя жена                      | Урсула Наглмюллер | Эдуард фон Борзоди      |                     | Комедия                     |
| 1954 | Германия                 | Dieses Lied bleibt bei dir       | Пусть эта песня сопровождает тебя | Валери            | Вилли Форст             | 85 минут            | Драма                       |
| 1955 | Германия                 | Ihr erstes Rendezvous            | Ваше первое свидание              | Криста, сирота    | Аксель фон Амбессер     | 100 минут           | Романтический               |
| 1955 | Австрия                  | Drei Männer im Schnee            | Трое мужчин в снегу               | Хильдегард Шлютер | Курт Хофманн            | 90 минут            | Комедия                     |
| 1956 | Австрия                  | Liebe, die den Kopf verliert     | В любви теряешь рассудок          | Петра             | Томас Энгель            | 88 минут            | Комедия                     |
| 1956 | Германия                 | Der Glockengießer von Tirol      | Колокольный мастер из Тироля      | Моника            | Рихард Хэусслер         | 99 минут            | Драма                       |
| 1976 | Германия                 | Der Winter, der ein Sommer war   | Лето ушло, настала зима           |                   | Фриц Умгельтер          | 350 минут (3 части) | Драма                       |
| 1981 | Германия                 | Nach Mitternacht                 | После полуночи                    | Тётя Адельхайд    | Вольф Гремм             | 110 минут           | Драма                       |
| 1982 | Германия                 | Kamikaze                         | Камикадзе                         | Барбара           | Вольф Гремм             | 106 минут           | Триллер, научная фантастика |
| 1983 | Германия                 | Heinrich Penthesilea von Kleist  | Генрих Пентезилея Кляйстский      |                   | Ханс Нойенфельс         | 144 минуты          |                             |
| 1984 | Германия, Австрия        | Bali                             | Бали                              | Грит Мартенс      | Истван Жабо             | 95 минут            |                             |
| 1989 | Германия, Польша         | Pension Sonnenschein             |                                   |                   | Филип Байон             | 103 минуты          |                             |
| 1989 | Германия                 | Das Milliardenspiel              | Игра на миллион                   | Доктор Матцайт    | Петер Кеглевич          |                     |                             |
| 1992 | Германия                 | Meine Tochter gehört mir         | Моя дочь будет со мной            | Мать              | Вивиан Нэфе             | 90 минут            | Драма                       |
| 1997 | Германия, Австрия        | Lamorte                          |                                   | Ирис              | Ксавьер Шварценбергер   | 90 минут            | Драма                       |
| 1998 | Германия, Швейцария, США | Meschugge                        | Сумасшедший                       | Мать Лены         | Дани Леви               | 103 минуты          | Триллер                     |
| 2000 | Германия                 | Frauen lügen besser              | Женщина- лучший обманщик          | Генриетта         | Вивиан Нэфе             | 87 минут            |                             |
| 2000 | Германия                 | Für die Liebe ist es nie zu spät | Любви все возрасты покорны        | Хелена            | Рене Хайзиг             | 89 минут            | Комедия, романтический      |
| 2000 | Германия                 | Deutschlandspiel                 |                                   | Маргарет Тэтчер   | Ханс-Кристоф Блюменберг | 178 минут (2 части) | Драма                       |
| 2003 | Германия                 | Treibjagd                        | Охота облавой                     | Графиня Ромбах    | Урлих Штарк             | 88 минут            | Боевик                      |
| 2007 | Германия                 | Zeit zu leben                    | Время жить                        | Лена Вальдхайм    | Матти Гешоннек          | 88 минут            | Драма                       |
| 2007 | Германия                 | Sehnsucht nach Rimini            | Тоска по Римини                   | Марианна Тёплиц   | Дитмар Кляйн            | 89 минут            | Комедия                     |